# See You Later
Albums de Vangelis
Opéra sauvage
(1979) Les Chariots de feu
(1981)
See You Later est le douzième album studio composé et arrangé par Vangelis et sorti en 1980.

## Commentaires
Cet album rompt quelque peu avec le style musical que Vangelis a développé au cours des années 1970, en s'appuyant beaucoup plus sur les voix et l'aspect expérimental. Ainsi I Can't Take It Anymore est chanté par Peter Marsh à travers un vocoder et Multi-track Suggestion s'appuie sur un chœur chantant un texte associé à la technologie des synthétiseurs analogiques.
Memories of Green est une pièce de piano lent sur un fond de synthétiseurs et de bips d'un jeu informatique, le Bambino UFO Master Blaster Station. Au cours d'interviews ultérieures à la sortie de l'album, l'ingénieur du son Raphaël Preston a révélé qu'il avait dû jouer tout au long du morceau à ce jeu, sans perdre "sinon il fait un bruit horrible". Memories of green sera utilisé deux ans plus tard sur la bande sonore du film Blade Runner et figurera également sur l'album du même nom en 1994.
Not a Bit – All of It livre une facette inattendue de Vangelis. Le morceau ressemble à une publicité pour des produits cosmétiques avec une narration comique et un chant d'opérette sur une musique rumba. Le texte est récité par Cherry Vanilla.
Suffocation est, d'après des interviews ultérieures, inspiré par l'accident chimique de Seveso (en Lombardie) survenu le 10 juillet 1976, dans l'usine de La Roche. La seconde partie du morceau, plus lente, laisse place au chant de Jon Anderson puis à un dialogue en italien interprété par le groupe Krisma (Maurizio Arcieri et Christina Moser).
See You Later est une pièce plutôt jazzy mais à l'esprit assez sombre, avec Vangelis au piano électrique. À la moitié de la pièce, le rythme ralentit lors d'un récit d'enfant en langue française, puis reprend un peu avant un final lent en mode mineur chanté par Jon Anderson.

## Liste des titres
| 1.    | I Can't Take It Anymore | 5:42  |
| 2.    | Multi-Track Suggestion  | 5:37  |
| 3.    | Memories of Green       | 5:49  |
| 4.    | Not a Bit – All of It   | 3:00  |
| 5.    | Suffocation             | 9:26  |
| 6.    | See You Later           | 10:22 |
| 39:56 |                         |       |

## Personnel
- Vangelis Papathanassiou : Tous les instruments, voix sur Not A Bit - All Of It
- Peter Marsh : Voix sur I Can't Take It Any More et Multi-Track Suggestion - Non crédité
- Michel Ripoche : Violon sur Not A Bit - All Of It
- Andrew Hoy, Cherry Vanilla : Voix sur Not A Bit - All Of It
- Jon Anderson : Chant sur Suffocation et See You Later
- Krisma - Christina Moser, Maurizio Arcieri : Dialogue italien sur Suffocation - Non crédité
- Raphael Preston : Bruitages sur Memories of Green - Jeu Bambino UFO Master Blaster Station - Non crédité

## Production
- Vangelis : Production, composition, arrangements, design pour la jaquette
- John Walker, Raphael Preston : Ingénieurs
- Rena Shine : Assistant technicien
- Alwyn Clayden, Veronique Skawinska : Design, photographies pour la jaquette